# Герстль, Рихард
Рихард Герстль (нем. Richard Gerstl; 14 сентября 1883, Вена — 4 ноября 1908, там же) — австрийский художник-экспрессионист.

## Биография
Родился в состоятельной семье — его отец Эмиль Герстль (1834, Нитра — 1912, Вена) был евреем, разбогатевшим на биржевых операциях, а мать Мария (урождённая Пфайффер, 1857, Каплице — 1910, Вена) — католичкой. Мать приняла иудаизм перед замужеством 26 августа 1883 года, но вскоре вернулась в католичество. Герстль родился менее чем через три недели после женитьбы родителей и у него было два старших брата, родившихся у родителей до заключения брака: Август (1880—1945) и Алоиз (1881—1961), банковский служащий и душеприказчик младшего брата.

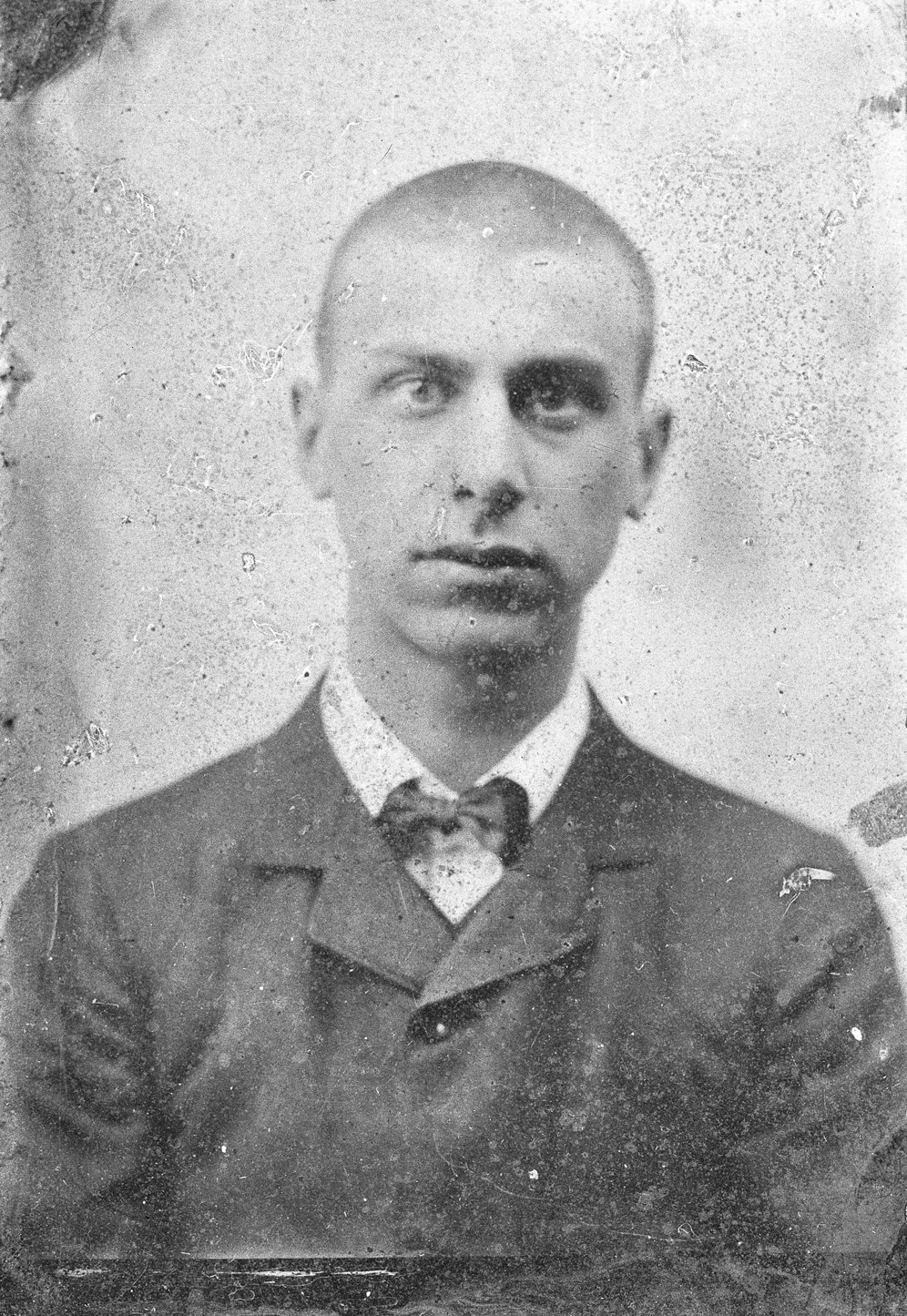
Фото Герстля в 1902 или 1903 году

Обучался в школе пиаристов, но был исключен из-за крайней импульсивности, независимости суждений и бунтарского характера. В 1898 году поступил в Академию изящных искусств в Вене, которую также не окончил. Во время учёбы отказывался воспринимать как руководство господствовавший тогда стиль венского Сецессиона, что побудило его профессора Христиана Грипенкерля сделать заключение: «Ваши рисунки как испускание мочи на снегу». Разочарованный неприятием своей творческой манеры, с присущим ему упорством в достижении цели Герстль в течение следующих двух лет занимался титаническим самообразованием в отсутствие официального признания. В основном, он писал пейзажи и портреты. Про его работы говорили, что на них незримо присутствует Фрейд.
С лета 1901 продолжал обучаться живописи под руководством Симона Холлоши в трансильванском городе Надьбанья и у Генриха Лефлера в Вене.
Р. Герстль помимо живописи интересовался музыкой и философией, поддерживал тесные контакты с композиторами Арнольдом Шёнбергом и Александром фон Цемлинским, жившими с ним в одном доме, а также Густавом Малером и Альбаном Бергом.
Соседа Шёнберга и его жену Матильду, сестру Цемлинского, он учил рисованию. Семья Шёнбергов ввела его в общество венских музыкантов и композиторов.
Летом 1908 года жена Шёнберга Матильда влюбилась в художника. Связь эта закончилась трагически — Герстль и Матильда стали любовниками, что стало известно Арнольду Шёнбергу. Матильда оставила мужа и двоих детей и ушла к Герстлю. Вскоре, мучимая угрызениями совести, Матильда решила вернуться к мужу и детям. Рихард, в момент депрессии и потери возлюбленной, покончил жизнь самоубийством, ударив себя ножом в грудь и повесившись перед зеркалом в своей студии. Ранее он сжёг все свои бумаги, эскизы и несколько картин.

## Творчество
Рихард Герстль — представитель австрийской психологической живописи. Писал, в основном, портреты и пейзажи. С 1905 выработал свой собственный стиль экспрессии, продолженный впоследствии Оскаром Кокошкой.
После самоубийства художника его работы оказались на складе, где пролежали до 1930-х годов, когда они впервые были выставлены в Венской галерее Neue Galerie. Работы Герстля были обнаружены и оценены по достоинству лишь после окончания второй мировой войны. В настоящее время Герстль считается одним из самых известных австрийских экспрессионистов.
В настоящее время известны шестьдесят шесть его картин и восемь рисунков. Наиболее богатая коллекция работ художника хранится в Музее Леопольда, Галерее Бельведер и Венском музее в Вене.

## Список работ
- Автопортрет перед синим фоном (Вена, Музей Леопольда), 1904/1905, холст, масло, 160 × 110 см
- Сестры Каролина и Полина Фей (Вена, Галерея Бельведер, инв. No. 4430), 1905, холст, масло, 175 х 150 см
- Портрет композитора Арнольда Шенберга (Венский музей) в 1905-06, холст, масло
- Женщина с ребёнком, Матильда Шенберг с дочерью Гертрудой (Вена, Галерея Бельведер, инв. No. 5852), 1906, холст, масло, 160,5 х 108 см
- Автопортрет с палитрой (Венский музей), 1907, холст, масло
- Портрет отец Эмиль Герстль (Вена, Музей Леопольда, инв. № 638), 1907, холст, масло
- Маршрут на фуникулере к Каленбергу (Вена, Галерея Бельведер, инв. No. 5851), 1907, холст, масло, 56 × 69,5 см
- Матильда Шёнберг (Вена, Галерея Бельведер, инв. No. 4757), летом 1907 г., холст, масло, 95 × 75 см
- Искусствовед Профессор д-р Эрнст Диез (Вена, Галерея Бельведер, инв. No. 4036), летом 1907 г., холст, масло, 184 × 74 см
- Дерево с домами (Вена, Музей Леопольда, инв. No. 641), 1907, холст, масло
- Сидящая обнаженная женщина (Вена, Музей Леопольда, инв. No. 648), 1907-08, холст, масло
- Матильда Шёнберг в саду (Вена, Музей Леопольда, инв. No. 642), 1908, холст, масло
- Пара в открытом (Вена, Музей Леопольда, инв. № 645), 1908, холст, масло
- Куэйсайд в Гмунден (Вена, Музей Леопольда, инв. № 643), 1908, холст, масло
- Вид на парк (Вена, Музей Леопольда), 1908, холст, масло, 35,3 х 39,7 см
- Автопортрет, смеясь (Вена, Галерея Бельведер, инв. No. 4035), 1908, холст, масло, 40 х 30,5 см
- Автопортрет (Вена музей, инв. № 115 288), 1908, перо и чернила, 40 х 29,7 см
- Портрет Хенрики Кон (Вена, Музей Леопольда, инв. No. 650), 1908, холст, масло, 147.9 х 111.9 см

#### Галерея избранных работ

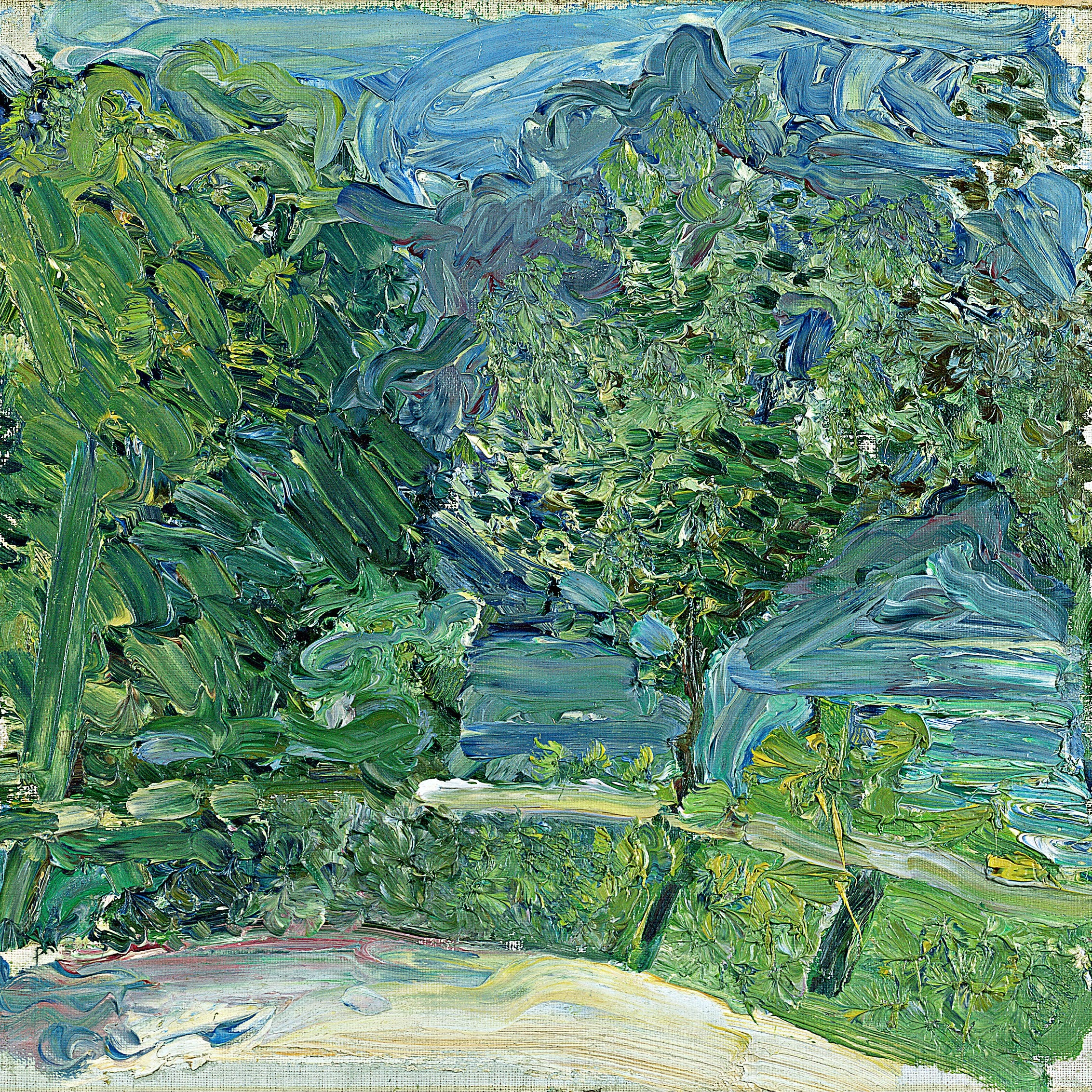
"Дорога у озера вблизи Гмундена" 1907 г.
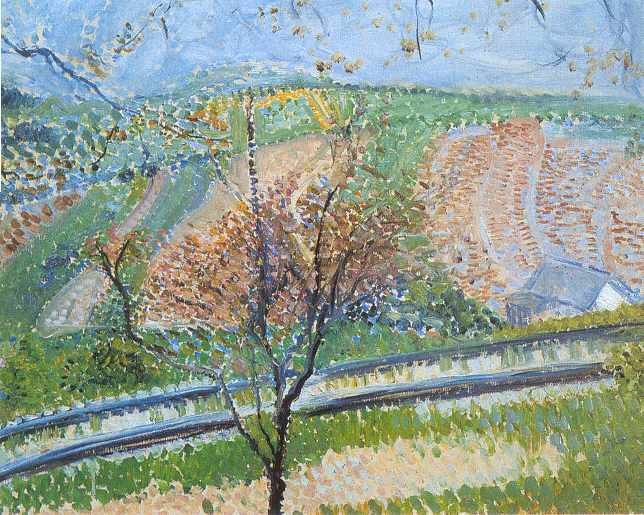
"Железная дорога" 1907 г.
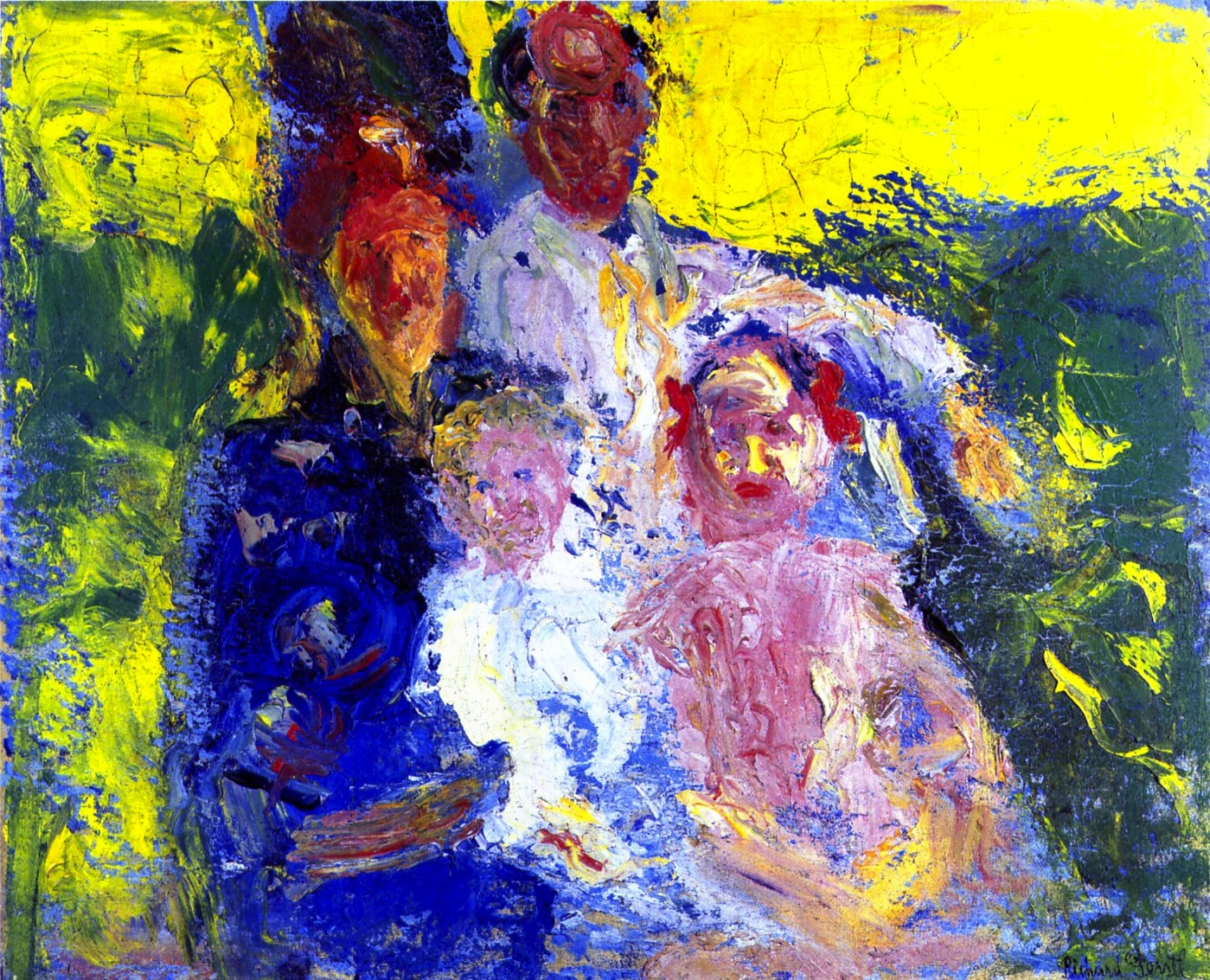
"Семья Шёнбергов[англ.]"  1908 г.
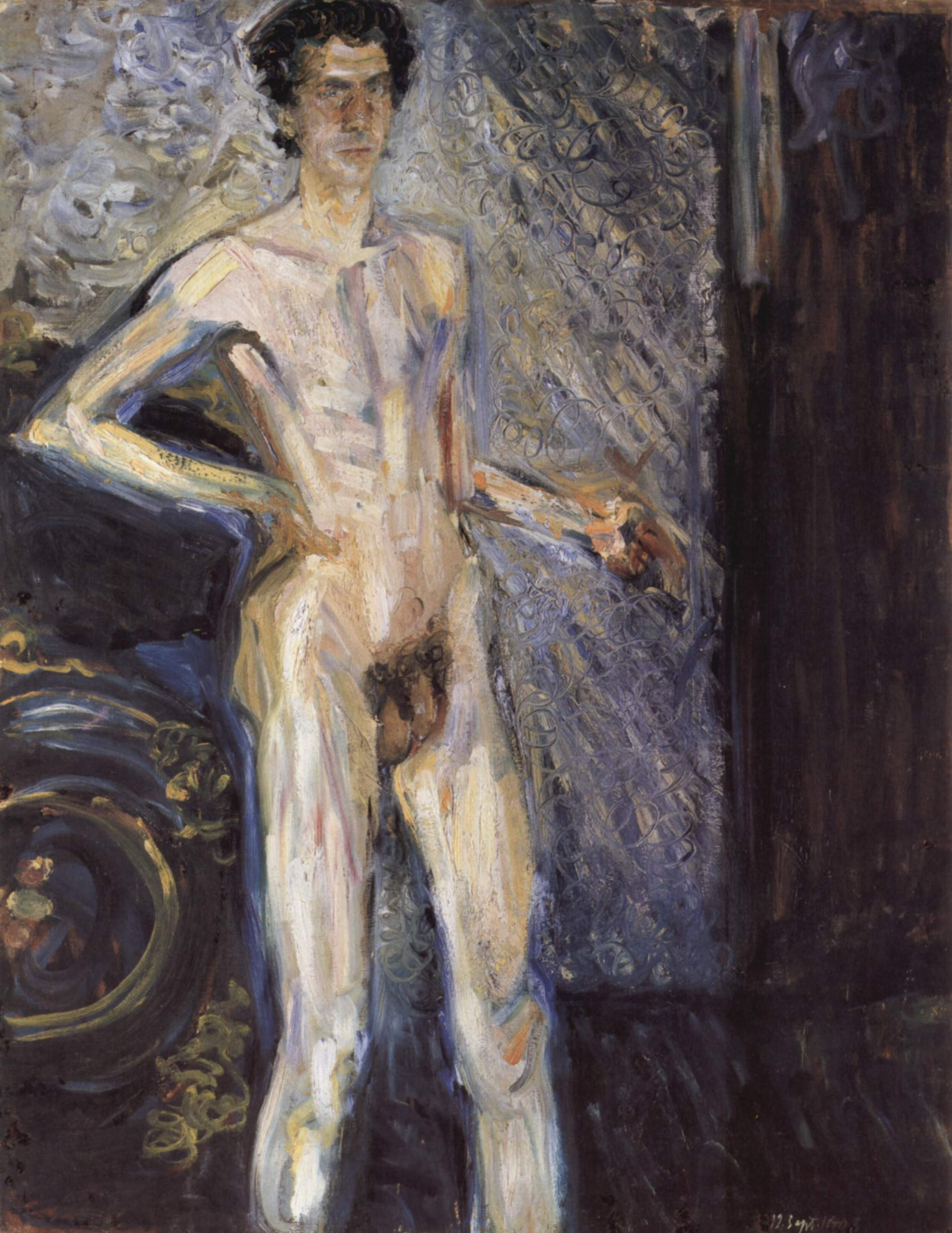
"Обнаженный автопортрет" 1908 г.
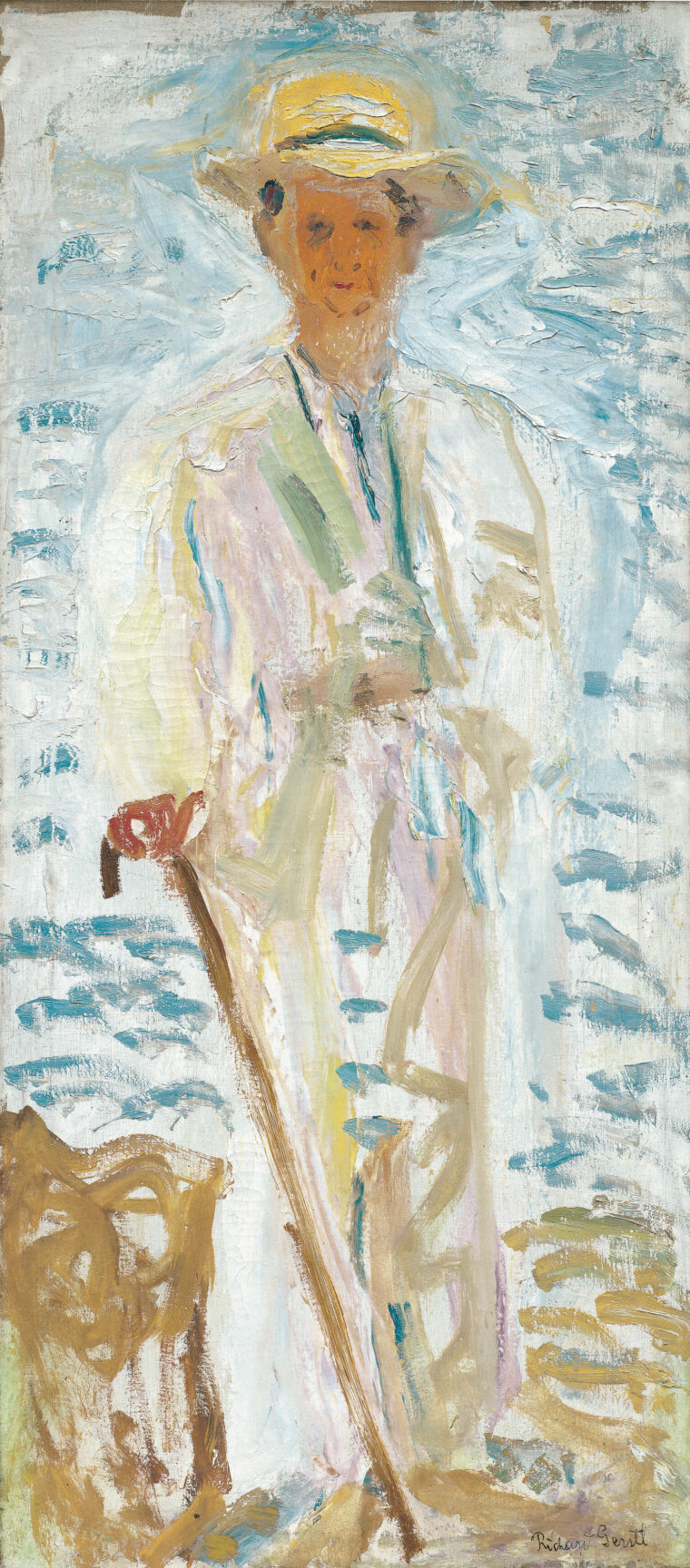
"Портрет Цемлинского" 1908 г.